# Conversiones forzadas de musulmanes en España

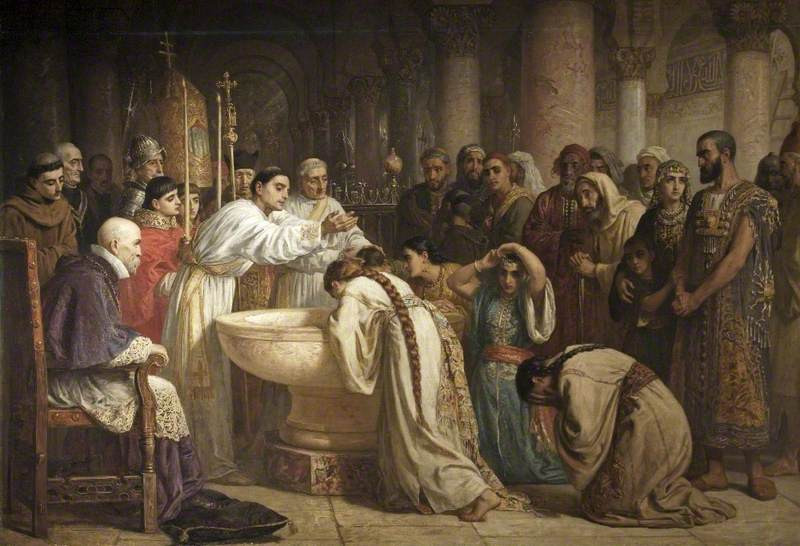
The Moorish Proselytes of Archbishop Ximenes, (Los prosélitos moros del arzobispo Ximenes, Granada, 1500), obra de Edwin Long (1829–1891) que representa un bautismo masivo de musulmanes

La conversión de los musulmanes de España fue una política promulgada a través de una serie de edictos que proscribían el Islam en los reinos de la Monarquía Hispánica. Este proceso tuvo lugar a principios del siglo XVI en cada uno de los tres Estados de la España de la época: la Corona de Castilla en 1500-1502, seguida de Navarra en 1515-1516, y por último la Corona de Aragón en 1523-1526.
Terminada la Reconquista el 2 de enero de 1492, la población musulmana de España se situaba entre 500 000 y 600 000 personas. En ese momento, a los musulmanes que vivían bajo el dominio cristiano se les otorgó el estatus de mudéjar, permitiendo legalmente la práctica abierta del islam.
Durante el año 1497, Manuel I de Portugal, yerno de los Reyes Católicos, emitió un decreto que ordenaba la expulsión de judíos y musulmanes que no se convirtieran, cerrando las mezquitas, incluso la de Lisboa.
En 1499, el arzobispo de Toledo, el cardenal Francisco Jiménez de Cisneros, inició una campaña de evangelización en la ciudad de Granada. Esta en un principio dio muy buenos resultados, hasta tal punto que los mismos doctores musulmanes de la ciudad pidieron ser bautizados. Ello impresionó de tal manera a los moros granadinos que, imitándolos, acudieron en masa a bautizarse. Entusiasmado, Cisneros mandó quemar públicamente en la plaza de Bib-Rambla copias del Corán y libros de teología islámica (salvando expresamente todos los de ciencias), lo que, unido a otros sucesos menores, terminó de soliviantar a los musulmanes no convertidos, los cuales iniciaron en 1499 un efímero levantamiento en el Albaicín que poco después se extendió a la Alpujarra.
Pacificada la región, Fernando el Católico dictó disposiciones para facilitar la evangelización con estímulos y recompensas para los que se hicieran cristianos. Sin embargo, algunos moros de las regiones montañosas no quisieron acogerse a estas ventajas y privilegios reales y optaron por asesinar misioneros, saquear e incendiar pueblos y vender en África como esclavos a los hombres, niños y mujeres cristianos que capturaban en sus correrías. Se consideró por todo ello que los musulmanes habían vulnerado las condiciones de la capitulación, de manera que se suprimió el estatuto de mudejaría. En 1501 Fernando el Católico dispuso que se aparejasen en el puerto de Estepona los buques necesarios para el transporte de los musulmanes del reino de Granada que prefiriesen pasar a Berbería antes que hacerse cristianos.
Animados por el éxito de Granada, los Reyes Católicos emitieron un edicto en 1502 que prohibía el islam en toda la Corona de Castilla. Con la anexión de la Navarra Ibérica en 1515, más musulmanes se vieron obligados a observar las creencias cristianas bajo el edicto castellano. El último reino en imponer la conversión fue la Corona de Aragón reinando ya Carlos I de España, cuyos reyes habían estado previamente obligados a garantizar la libertad religiosa de sus súbditos musulmanes bajo un juramento incluido en sus coronaciones. A principios de la década de 1520, tuvo lugar un levantamiento contra el islam conocido como las Germanías y los musulmanes en territorios rebeldes se vieron obligados a convertirse. Cuando las fuerzas reales aragonesas, con la ayuda de los musulmanes, reprimieron la rebelión, el rey Carlos I de España dictaminó que esas conversiones eran válidas; por lo tanto, los musulmanes pasaron a ser considerados cristianos. Esto puso a los conversos bajo la jurisdicción de la Inquisición española. Finalmente, en 1524, Carlos pidió al papa Clemente VII que liberara al rey de su juramento de proteger la libertad de religión de los musulmanes. Esto le otorgó la autoridad para actuar oficialmente contra el resto de la población musulmana; a finales de 1525, emitió un edicto oficial de conversión: el islam ya no existía oficialmente en toda España.
Mientras que la adhesión al cristianismo en público era requerida por los edictos reales e impuesta por la Inquisición española, la evidencia indicaba que la mayoría de los convertidos (conocidos como los "moriscos") se aferraban al islam en secreto. En la vida pública cotidiana, la ley islámica tradicional ya no podía seguirse sin la persecución de la Inquisición; como resultado, se promulgó la fetua de Orán para reconocer la necesidad de relajar la sharia, así como para detallar las formas en que los musulmanes debían hacerlo. Esta fetua se convirtió en la base del criptoislam practicado por los moriscos hasta su expulsión en 1609-1614. Algunos musulmanes, muchos de ellos cerca de la costa, emigraron en respuesta a la conversión. Sin embargo, las restricciones impuestas por las autoridades a la emigración significaban que la salida de España no era una opción para muchos. También estallaron rebeliones en algunas zonas, especialmente en aquellas zonas montañosas de fácil defensa, pero no todas tuvieron éxito. Finalmente, los edictos crearon una sociedad en la que los musulmanes devotos que secretamente rehusaron la conversión coexistieron con los antiguos musulmanes que se convirtieron en cristianos practicantes genuinos, hasta la expulsión.

## Antecedentes

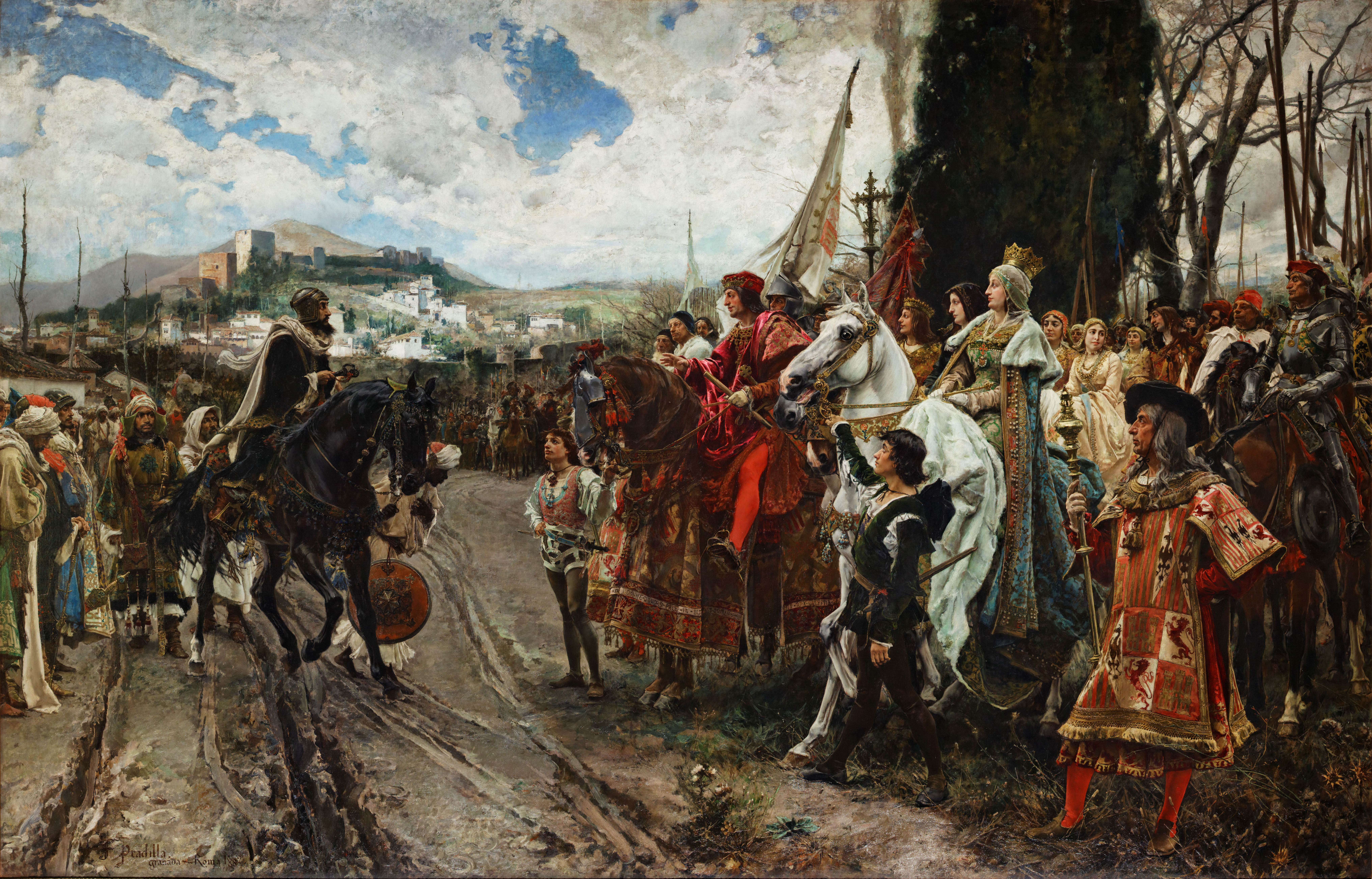
La rendición de Granada por Francisco Pradilla Ortiz (1848–1921), representando la capitulación de Granada en 1492, el último reino gobernado por los musulmanes en España.

El islam ha estado presente en España desde la conquista omeya de Hispania en el siglo VIII. A principios del siglo XII, la población musulmana de la península ibérica -denominada "al-Ándalus" por los musulmanes- se estimaba en 5,5 millones de habitantes, entre ellos árabes, bereberes y la población local de origen romanovisigodo que se había convertido. En los siglos siguientes, mientras los cristianos empujaban desde el norte en un proceso llamado "reconquista", la población musulmana fue reduciéndose. A finales del siglo XV, la reconquista culminó en la caída de Granada, con una población musulmana en España estimada entre 500 000 y 600 000 habitantes de un total de 7 a 8 millones de habitantes en los reinos españoles. Aproximadamente la mitad de los musulmanes vivían en el antiguo Emirato de Granada, el último estado musulmán independiente de España, que había sido anexionado por la Corona de Castilla. Unos 20000 musulmanes vivían en otros territorios de Castilla, y la mayoría del resto vivía en los territorios de la Corona de Aragón. Estos musulmanes que vivían bajo dominio cristiano eran conocidos como los mudéjares.
En los primeros años después de la conquista de Granada, los musulmanes en Granada y en otros lugares continuaron disfrutando de la libertad de religión. Este derecho estaba garantizado en varios instrumentos legales, incluyendo tratados, cartas, capitulaciones y juramentos de coronación. Por ejemplo, el tratado de Granada (1491) garantizaba la tolerancia religiosa a los musulmanes de la Granada conquistada. Los reyes de Aragón, entre ellos el rey Fernando II y Carlos I, juraron proteger la libertad religiosa de los musulmanes en sus juramentos de coronación.
Tres meses después de la conquista de Granada, en 1492, el decreto de la Alhambra ordenó la expulsión o conversión de todos los judíos de España, lo que marcó el comienzo de políticas intolerantes. En 1497, el vecino occidental, el Reino de Portugal, expulsó a sus poblaciones de judíos y musulmanes, según lo dispuesto por el cardenal Cisneros a cambio de un acuerdo matrimonial entre las monarquías hispánica y portuguesa. A diferencia de los judíos, a los musulmanes portugueses se les permitió reubicarse por tierra en España, y la mayoría lo hizo.

## Proceso de conversión
A principios del siglo XVI, la actual España estaba dividida en tres reinos: la Corona de Castilla, la Corona de Aragón y el Reino de Navarra. El matrimonio entre el rey Fernando II de Aragón y la reina Isabel I de Castilla unió a las dos principales coronas, que finalmente heredaría su nieto Carlos (como Carlos I de España, pero también conocido como Carlos V, por su número regnal como emperador del Sacro Imperio Romano Germánico). A pesar de la unión, las dos coronas funcionaban de manera muy diferente, con leyes dispares, prioridades de gobierno y trato a los musulmanes. También había musulmanes que vivían en el Reino de Navarra, que inicialmente era independiente pero que fue anexionado por Castilla en 1515. Las leyes de conversión o emigración variaron en el tiempo según el reino: fue promulgada por la Corona de Castilla en 1500-1502, en Navarra en 1515-1516 y por la Corona de Aragón en 1523-1526.

### En la Corona de Castilla

#### Reino de Granada

El Reino de Granada (rojo) dentro de la Corona de Castilla (bordes negros oscuros).

Los primeros esfuerzos para lograr las conversiones de los musulmanes fueron iniciados por el cardenal Cisneros, arzobispo de Toledo, que llegó a Granada en otoño de 1499. A diferencia del arzobispo de Granada Hernando de Talavera, que tenía relaciones amistosas con la población musulmana y se basaba en un enfoque pacífico de las conversiones, Cisneros adoptó medidas duras y autoritarias. Envió a prisión a aquellos musulmanes no cooperativos, especialmente a los nobles, donde fueron tratados severamente (incluyendo denuncias de tortura) hasta que se convirtieron. Cisneros ignoró las advertencias de su consejo de que estos métodos podrían violar el tratado de Granada, que garantizaba a los musulmanes la libertad de religión e intensificó sus esfuerzos. En diciembre escribió al papa Alejandro VI diciéndole que había convertido a 3000 musulmanes en un solo día.
La política de conversión dio lugar a una serie de rebeliones, iniciadas en la ciudad de Granada. Este levantamiento se precipitó con el asesinato indiscriminado de un guardia que transportaba a una mujer musulmana para interrogarla por el barrio musulmán de Granada; terminó con negociaciones, tras las cuales los musulmanes depusieron las armas y entregaron a los responsables del asesinato del guardia. Posteriormente, Cisneros convenció a los Reyes Católicos, de que, al intentar una rebelión, los musulmanes perdieron sus derechos garantizados por el tratado y ahora debían aceptar conversiones. Los monarcas enviaron a Cisneros de vuelta a Granada para presidir una renovada campaña de conversión. Los musulmanes de la ciudad fueron convertidos a la fuerza en gran número: 60000 según el papa, en una carta a Cisneros en marzo de 1500. Cisneros declaró en enero de 1500 que "no hay nadie en la ciudad que no sea cristiano".
Aunque la ciudad de Granada estaba ahora bajo control cristiano, el levantamiento se extendió a las zonas rurales granadinas. El líder de la rebelión huyó a las Alpujarras en enero de 1500. Temiendo que ellos también se vieran forzados a convertirse, la población se levantó rápidamente en una insurrección. Sin embargo, después de una serie de campañas en 1500-01 en las que se movilizaron 80000 tropas cristianas y el rey Fernando dirigió personalmente algunas operaciones, la rebelión fue derrotada. Los términos de la rendición de los rebeldes derrotados generalmente requerían que aceptaran el bautismo. Para 1501, ni un solo musulmán sin convertir permanecía en Granada.

#### Resto de Castilla
A diferencia de los musulmanes de Granada, que estuvieron bajo dominio islámico hasta 1492, los musulmanes del resto de Castilla habían vivido bajo el dominio cristiano durante generaciones. Tras las conversiones de Granada, Isabel decidió imponer un decreto de conversión o expulsión contra los musulmanes. Castilla proscribió el islam en una legislación de julio de 1501 en Granada, pero no se hizo pública inmediatamente. La pragmática tuvo lugar el 14 de febrero de 1502, en Sevilla (llamada la "fecha clave" de esta legislación por el historiador L. P. Harvey), y luego localmente en otras ciudades. El edicto afectaba a "todos los reinos y señoríos de Castilla y León". Según el edicto, todos los varones musulmanes de 14 años o más, o las mujeres de 12 años o más, debían convertirse o abandonar Castilla a finales de abril de 1502. Tanto los musulmanes nacidos en Castilla como los inmigrantes estaban sujetos al decreto, pero se excluía a los esclavos para respetar los derechos de sus dueños. El edicto justificaba la decisión diciendo que después de la exitosa conversión de Granada, permitir el islam en el resto de Castilla sería escandaloso, aunque reconocía que estos musulmanes eran pacíficos. El edicto también argumentaba que la decisión era necesaria para proteger a aquellos que aceptaban la conversión de la influencia de los musulmanes no convertidos.
Sobre el papel, el edicto ordenaba la expulsión en lugar de una conversión forzada, pero prohibía casi todos los destinos posibles; en realidad, las autoridades castellanas preferían la conversión de los musulmanes antes que su emigración. El vecino occidental de Castilla, Portugal, ya había  proscrito el islam desde 1497. La orden prohibía explícitamente ir a otras regiones vecinas, como los reinos de Aragón y Valencia, el Principado de Cataluña y el Reino de Navarra y excluía también el norte de África y los territorios del Imperio otomano como posibles destinos de ultramar. El edicto permitía viajar a Egipto, entonces gobernado por el Sultanato mameluco, pero había pocos barcos navegando entre Castilla y Egipto en aquellos días. Los puertos vascos del Señorío de Vizcaya serían los únicos por donde podían salir los musulmanes, lo que significaba que los del sur (como Andalucía) tendrían que recorrer toda la península. El edicto también estableció como fecha límite el final de abril de 1502, después de lo cual el islam sería proscrito y aquellos que dieran refugio a musulmanes serían castigados severamente. Otro edicto emitido el 17 de septiembre de 1502 prohibía a los musulmanes recién convertidos abandonar Castilla en los siguientes dos años.
El historiador L. P. Harvey escribió que con este edicto, "de forma tan sumaria, en tan poco tiempo", se puso fin a la presencia musulmana bajo el estatus de mudéjar. A diferencia de lo que ocurrió en Granada, se conservan pocos testimonios de acontecimientos como bautismos en masa o sobre cómo se organizaron las conversiones. Existen testimonios de celebraciones cristianas posteriores a las conversiones, como una "fiesta bastante elaborada" en la que se celebró una corrida de toros en Ávila.

### En Navarra

Las tierras navarras al sur de los Pirineos (en rojo) fueron anexionadas por Castilla en 1515, extendiendo así la prohibición del Islam.

La reina de Navarra Catalina de Foix (r. 1483-1517) y su marido Juan III, que expulsaron a los judíos de sus reinos en 1498, no tenían interés en perseguir la expulsión o las conversiones forzadas de musulmanes. Cuando la Inquisición llegó a Navarra a finales del siglo XV y comenzó a perseguir a los locales, la corte real navarra le advirtió que cesara.
Sin embargo con el apoyo de los Beaumonteses navarros, en 1512, Navarra fue invadida por Castilla y Aragón. Las fuerzas, encabezadas por el rey Fernando, ocuparon rápidamente la mitad ibérica del reino, incluida la capital, Pamplona; en 1513, fue proclamado rey. En 1515, Navarra fue anexionada formalmente por la Corona de Castilla como uno de sus reinos. Con esta conquista, el edicto de conversión de 1501-02 entró en vigor en Navarra, y se encargó a la Inquisición su cumplimiento. Sin embargo, a diferencia de Castilla, pocos musulmanes parecían aceptar la conversión. El historiador Brian A. Catlos argumenta que la falta de registros bautismales y el alto volumen de ventas de tierras por parte de los musulmanes en 1516 indican que la mayoría de ellos simplemente salieron de Navarra para escapar a través de las tierras de la Corona de Aragón hacia el norte de África (la Corona de Aragón era en ese momento hostil para los musulmanes). Algunos también se quedaron a pesar de la orden; por ejemplo, en 1520 había 200 musulmanes en Tudela que eran lo suficientemente ricos como para ser inscritos en los registros.

### En la Corona de Aragón

Los territorios de la Corona de Aragón en la actual España.

A pesar de presidir las conversiones de los musulmanes en tierras castellanas, Fernando el Católico no extendió las conversiones a sus súbditos aragonés. Los reyes de Aragón, incluido Fernando, debían prestar juramento en su coronación para no convertir por la fuerza a sus súbditos musulmanes. Repitió el mismo juramento ante las Cortes de Aragón en 1510, y a lo largo de su vida no estuvo dispuesto a romperlo. Fernando murió en 1516 y fue sucedido por su nieto Carlos I de España, quien también hizo el mismo juramento en su coronación.
La primera oleada de conversiones forzadas en la Corona de Aragón se produjo durante la Revuelta de las Germanías. A principios de la década de 1520 estalló una rebelión con un sentimiento antimusulmán entre los súbditos cristianos de Valencia, que obligó a los musulmanes a convertirse al cristianismo en los territorios que las Germanías controlaban. Los musulmanes se unieron a la Corona para reprimir la rebelión, desempeñando un papel crucial en varias batallas. Tras sofocar la rebelión, los musulmanes consideraron inválidas sus propias conversiones por conveniencia y volvieron a su fe. Posteriormente, el rey Carlos I inició una investigación para determinar la validez de las conversiones. La comisión encargada de esta investigación comenzó a trabajar en noviembre de 1524. Carlos I finalmente confirmó las conversiones, poniendo a los súbditos convertidos por la fuerza bajo la autoridad de la Inquisición. Los partidarios de esta decisión argumentaron que los musulmanes tenían una opción cuando se enfrentaban a los rebeldes: podrían haber elegido negarse y morir, pero no lo hicieron, lo que indicaba que las conversiones ocurrieron por libre voluntad y sus efectos, por lo tanto, debían permanecer.
Al mismo tiempo, Carlos trató de liberarse del juramento que hizo de proteger a los musulmanes. Escribió al papa Clemente VII en 1523 y de nuevo en 1524 para obtener una dispensa. Clemente inicialmente se resistió a la petición, pero emitió en mayo de 1524 un breve apostólico liberando a Carlos del juramento y absolviéndolo de todos los perjurios que pudieran surgir al romperlo. El papa también autorizó a la Inquisición a suprimir la resistencia a las conversiones venideras.
El 25 de noviembre de 1525, Carlos emitió un edicto ordenando la expulsión o conversión de los musulmanes que quedaban en la Corona de Aragón. Al igual que en Castilla, aunque la opción del exilio estaba disponible sobre el papel, en la práctica era casi imposible. Para abandonar el reino, un musulmán habría tenido que obtener documentación de Siete Aguas, en la frontera occidental de Aragón, y luego viajar hacia el interior a través de toda la extensión de Castilla para embarcarse por mar desde La Coruña, en la costa noroeste. El edicto fijaba como fecha límite el 31 de diciembre en el Reino de Valencia y el 26 de enero de 1526 en el Reino de Aragón y el Principado de Cataluña. Los que no llegaran a tiempo serían sometidos a la esclavitud. Un edicto posterior decía que los que no salieran antes del 8 de diciembre tendrían que dar prueba de bautismo. También se ordenaba a los musulmanes "escuchar sin responder" a las enseñanzas cristianas.
Un número muy pequeño de musulmanes logró escapar a Francia y de allí al norte de África. Algunos se rebelaron contra esta orden: por ejemplo, una revuelta estalló en la Sierra de Espadán. Las tropas de la corona derrotaron esta rebelión en una campaña que incluyó el asesinato de 5000 musulmanes. Tras la derrota de las rebeliones, toda la Corona de Aragón fue convertida nominalmente al cristianismo. Las mezquitas fueron demolidas, los nombres y apellidos cambiados, y la práctica religiosa del Islam fue llevada a la clandestinidad (criptoislam).

## Reacción musulmana

### Criptoislam

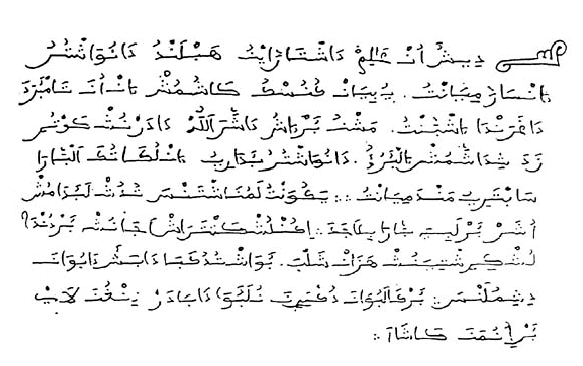
Un pasaje de las obras de Mancebo de Arévalo, un escritor criptomusulmán del.

Para los que no podían emigrar, la conversión era la única opción para sobrevivir; sin embargo, los convertidos y sus descendientes (conocidos como los "moriscos") continuaron practicando el islam en secreto. Según Harvey, la "abundante y abrumadora evidencia" indicaba que la mayoría de los conversos eran musulmanes en secreto. Pruebas históricas como los escritos de los musulmanes y los registros de la Inquisición corroboraron que las creencias islámicas aún se mantenían. Varias generaciones de moriscos nacieron y murieron dentro de este clima religioso. Sin embargo, los recién convertidos también fueron presionados a cumplir exteriormente con el cristianismo, como asistiendo a misa o consumiendo alimentos y bebidas que están prohibidos en el islam. La situación condujo a una forma no tradicional del Islam en la que la intención interna (niyya), más que la observación externa de los rituales y leyes, era la característica definitoria de la propia fe. Comenzaron a darse prácticas religiosas híbridas o indefinidas que aparecen en muchos textos moriscos: por ejemplo, las obras del escritor morisco Mancebo de Arévalo, de la década de 1530, describían a los criptomusulmanes utilizando el culto cristiano como sustituto de los rituales islámicos regulares. También escribió sobre la práctica de la oración ritual congregacional secreta (salat jama'ah), la recogida de limosnas para llevar a cabo la peregrinación a La Meca (aunque no está claro si el viaje se logró en última instancia), y la determinación y esperanza entre los musulmanes secretos de restablecer la práctica completa del Islam lo antes posible.

#### Fetua de Orán
La fetua de Orán fue una fetua (una opinión legal islámica) emitida en 1504 para hacer frente a la crisis de las conversiones de musulmanes en Castilla entre 1501 y 1502. Emitida por el erudito malikí Ahmad ibn Abi Yum'ah, estableció relajamientos detallados de los requisitos de la ley islámica (sharia), permitiendo a los musulmanes conformarse exteriormente con el cristianismo y realizar actos que normalmente estaban prohibidos cuando fuera necesario para sobrevivir. La fetua incluía instrucciones menos estrictas para la realización de las oraciones rituales, caridad ritual y abluciones rituales; también decía a los musulmanes cómo actuar cuando se vieran obligados a violar la ley islámica, por ejemplo, adorando como cristianos, blasfemando o consumiendo carne de cerdo y vino. La fetua gozó de amplia vigencia entre los musulmanes convertidos y sus descendientes y una de las traducciones que sobrevivieron en aljamía fue fechada en 1564, 60 años después de que se emitiera la fetua original. Harvey la llamó "el documento teológico clave" para el estudio del islam español después de las conversiones forzadas hasta la expulsión de los moriscos, una descripción que el académico en estudios islámicos Devin Stewart repitió.

### Emigración

Los musulmanes que quisieran emigrar tras el edicto de Aragón, tenían que conseguir documentación en Siete Aguas en el sureste y luego viajar por tierra hasta La Coruña en el noroeste de la Corona de Castilla. Debido a que este método prescrito era tan difícil de completar dentro del plazo impuesto, en la práctica los musulmanes de Aragón tuvieron que aceptar convertirse.

La posición predominante de los eruditos islámicos ha sido que un musulmán no puede permanecer en un país donde los gobernantes hacen imposible la observancia religiosa apropiada: por lo tanto, la obligación de un musulmán es emigrar cuando pueda hacerlo. Incluso antes de la conversión sistemática forzada, los líderes religiosos habían argumentado que los musulmanes en territorio cristiano estarían sujetos a presiones directas e indirectas y predicaban la emigración como una forma de proteger la religión de la erosión. Ahmad al-Wansharisi, erudito norteafricano contemporáneo y autoridad principal sobre los musulmanes españoles, escribió en 1491 que la emigración de tierras cristianas a musulmanas era obligatoria en casi todas las circunstancias. Además, instó a castigar severamente a los musulmanes que permanecieran y predijo que vivirían temporalmente en el infierno de la otra vida.
Sin embargo, la política de las autoridades cristianas consistía, en general, en bloquear esta emigración, por lo que esta opción sólo era factible para los más ricos entre aquellos que vivían cerca de la costa sur, e incluso entonces suponía una gran dificultad. Por ejemplo, en Sierra Bermeja, Granada, en 1501, se ofreció una opción de exilio como alternativa a la conversión sólo para aquellos que pagaran una tasa de diez doblas de oro, algo que la mayoría de los ciudadanos no podían permitirse. En el mismo año, los aldeanos de Turre y Teresa, cerca de Sierra Cabrera, en la actual provincia de Almería, lucharon contra las milicias cristianas con la ayuda de un grupo de rescatadores norteafricanos en Mojácar, mientras abandonaban la región. El pueblo de Turre fue derrotado y la fuga planeada se convirtió en una masacre; las gentes de Teresa escaparon, pero sus propiedades, excepto las que cabían en sus pequeñas barcas, fueron dejadas atrás y confiscadas.
Mientras que el edicto de conversión en Castilla permitía nominalmente la emigración, prohibía explícitamente casi todos los destinos disponibles para la población musulmana de Castilla y, en consecuencia, "prácticamente todos" los musulmanes tenían que aceptar la conversión. En Aragón, los musulmanes que deseaban salir tenían que ir a Castilla, tomar una ruta interior a través de Castilla por Madrid y Valladolid y, finalmente, embarcarse por mar en la costa noroeste, todo ello en un plazo muy ajustado. El erudito en estudios religiosos Brian A. Catlos dijo que la emigración "no era una opción viable"; el hispanista L. P. Harvey calificó esta ruta prescrita de "descabellada" y "tan difícil de conseguir" que la opción del exilio era "casi inexistente en la práctica", y el historiador sefardí Maurice Kriegel coincidió en afirmar que "en la práctica era imposible que salieran de la península". Sin embargo, un pequeño número de musulmanes escapó a Francia, y de allí al norte de África.

### Resistencia armada
La campaña de conversión del cardenal Cisneros en Granada desencadenó la Rebelión de las Alpujarras (1499-1501). La revuelta terminó en victorias realistas y los rebeldes derrotados tuvieron que convertirse.
Después del edicto de conversión en Aragón, los musulmanes también se alzaron en armas, sobre todo en las zonas montañosas defendibles. La primera revuelta armada tuvo lugar en Benaguasil por parte de musulmanes de la localidad y sus alrededores. Un primer asalto realista fue repelido, pero la localidad capituló en marzo de 1526 después de un asedio de cinco semanas que desembocó en el bautismo de los rebeldes. Una rebelión más grave se desarrolló en la Sierra de Espadán. El líder rebelde se llamó a sí mismo "Selim Almanzo", invocando a Almanzor, un líder musulmán en la cúspide del poder de los musulmanes españoles. Los musulmanes resistieron durante meses y rechazaron varios ataques hasta que el ejército realista, ampliado a 7000 hombres con un contingente germánico de 3000 soldados, finalmente hizo un asalto exitoso el 19 de septiembre de 1526. El asalto terminó con la masacre de 5000 musulmanes, incluyendo ancianos y mujeres. Los supervivientes de la masacre escaparon a la Muela de Cortes; algunos de ellos más tarde se rindieron y fueron bautizados, mientras que otros escaparon al norte de África.

### Conversiones sinceras
Algunos conversos eran sinceramente devotos en su fe cristiana. Cisneros dijo que algunos conversos optaron por morir como mártires cuando los rebeldes musulmanes de Granada les exigieron que se retractaran. Un converso llamado Pedro de Mercado, de Ronda, se negó a unirse a la rebelión de Granada; en respuesta, los rebeldes quemaron su casa y secuestraron a miembros de su familia, incluyendo a su esposa y a una hija. La corona más tarde le pagó una indemnización por sus pérdidas.
En 1502, toda la comunidad musulmana de Teruel se convirtió masivamente al cristianismo, a pesar de que el edicto de 1502 de conversión de los musulmanes castellanos no les era aplicable. Harvey sugirió que fueron presionados por los castellanos del otro lado de la frontera, pero el historiador Trevor Dadson argumentó que esta conversión no fue forzada, sino que fue causada por siglos de contacto con sus vecinos cristianos y por el deseo de un estatus igual al de los cristianos.